# Straumur Investment Bank
 (septembre 2016).
Si vous disposez d'ouvrages ou d'articles de référence ou si vous connaissez des sites web de qualité traitant du thème abordé ici, merci de compléter l'article en donnant les références utiles à sa vérifiabilité et en les liant à la section « Notes et références ».
Straumur Investment Bank est une banque d'investissement islandaise qui a son siège à Reykjavik. Elle a été fondée en 1986.